# Bedknobs and Broomsticks
Bedknobs and Broomsticks (Brasil: Se Minha Cama Voasse / Portugal: Se a Minha Cama Voasse) é um filme musical 1971 produzido pela Walt Disney Productions e lançado pela Buena Vista Distribution Company que combina ação real com atores e animação. O filme foi lançado na América do Norte em 13 de dezembro de 1971.
Na tradução literal, o nome do filme é maçanetas de camas e Vassouras.  Se minha cama voasse e baseado nos livros de Mary Norton, sobre uma bruxa aprendiz.

## Sinopse
Durante a segunda guerra mundial, os irmãos Charlie, Carrie e Paul Rawlins, vão morar com Eglantine Price, uma bruxa aprendiz. Charlie descobre que ela e uma bruxa e a chantageia, porém ela tem que dar algo em troca a eles. Então ela pega uma maçaneta da cama do seu falecido pai, e coloca um feitiço viajante nela, porém, apenas o irmão mais novo, Paul, pode ativá-lo. A primeira viagem da cama é em Londres, onde eles encontram Emelius Browne, diretor da escola de Price, que estuda bruxaria por correspondência. Price diz a Emelius, que tem um plano para encontrar as palavras mágicas para um feitiço conhecido como locomoção substitutiva, que traz objetos inanimados a vida. Esta magia poderá por um fim na Guerra.